# Rádióamatőr forgalmi napló

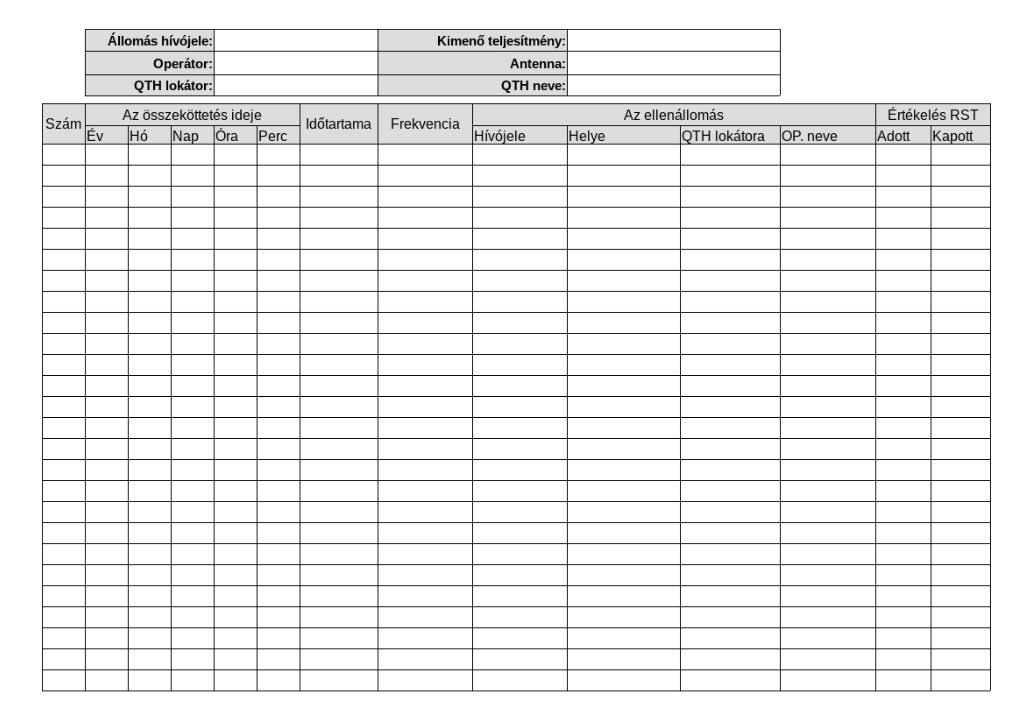
Rádióamatőr forgalmi napló

A rádióamatőr forgalmi napló egy olyan dokumentum, amelyban a rádióamatőr lejegyzi, hogy milyen állomásokkal, milyen körülmények közt, és milyen eredménnyel végzett rádióamatőr összeköttetést.
A napló vezetése törvényileg kötelező, és a törvény meghatározza, hogy pontosan milyen adatokat kell bejegyezni a naplóba. Ennél több adat is bekerülhet a naplóba, söt, sok rádióamatőr terjedelmesebb naplót is vezet, mivel egy jól vezetett napló által nyomonkövethetők a terjedés időbeli változásai. A forgalmi napló vezetését nevezik még logvezetés -nek is. 

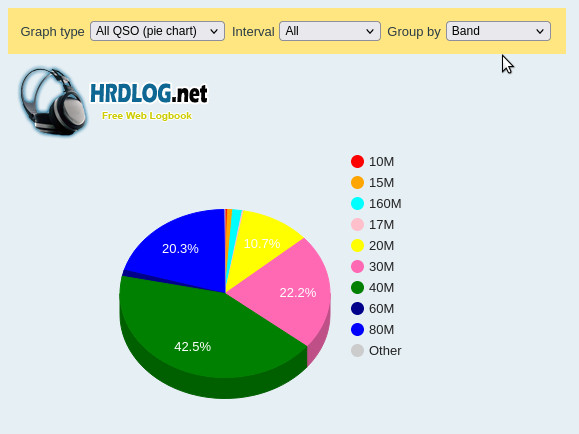
Statisztika forgalmi napló alapján

Régen kizárólag papíralapú naplót használtak, ma már egyre inkább elterjedt a napló digitális formában történő vezetése. Történhet egyszerű szöveges formátumban, táblázatkezelővel, vagy direkt erre a célra kifejlesztett logvezető programokkal is. A számítógépes logvezetés számtalan új lehetőséget rejt magában:
- különféle szempontok alapján kereshető, listázható a napló tartalma
- térkép készíthető az adott szemponok alapján kiválogatott összeköttetésekről
- digitális összeköttetések esetén megvalósítható az automatikus naplóvezetés

## 15/2013. (IX. 25.) NMHH rendelet[1]
16. § (1) Forgalmazás során az amatőrállomás telepítési helyén kell tartani a következő dokumentumokat:
- a) amatőr engedély;
- b) forgalmi napló;
- c) az amatőrállomás műszaki leírása, tömbvázlata, a saját készítésű berendezések kapcsolási rajza.

...
17. § (1) A rádióamatőr forgalmi naplót köteles vezetni, és azt az utolsó bejegyzéstől számított legalább 1 évig megőrizni. A forgalmi naplóban összeköttetésenként legalább az alábbi adatokat kell naprakészen feltüntetni:
- a) a forgalmazás dátuma;
- b) forgalmazás megkezdésének ideje (egyeztetett világidő, UTC szerint);
- c) ellenállomás hívójele;
- d) frekvencia, adásmód;
- e) összeköttetés minőségi jellemzői (R S T).

(2) Átjátszó állomás használata esetén a forgalmi naplóba elegendő az átjátszón való forgalmazás tényét, kezdetét és végét beírni.
(3) Mozgó amatőrállomás és különleges amatőrállomás forgalmáról – a versenyállomás és az alkalmi amatőrállomás esetének kivételével – nem kell forgalmi naplót vezetni.

## A naplózás egyéb lehetőségei
Versenyek alkalmával a versenykiírás meghatározza, milyen adatokat kell bejegyezni a verseny során létesített összeköttetésekről. Ezeket a naplókat be kell küldeni a versenybizottságnak, mivel  a pontozás ezeknek a beküldött naplóknak az adattartalmából történik. A versenyről készült naplót jegyzőkönyvnek is nevezik.
Kitelepült, vagy kísérletező állomások a törvényben meghatározott kötelező adatokon túl további, egyéb adatokat is bejegyezhetnek a naplóba. URH kitelepülések esetén érdekes lehet a sugárzás irányszöge, tengerszint feletti magasság, a sáv alapzajszintje, vételi jelszintek, stb...

## Automatikus naplózás
Az újabb rádiókészülékek lehetőséget biztosítanak számítógéphez történő csatlakozásra. Ilyenkor a naplózó program a rádiókészülékből ki tudja olvasni az alkalmazott frekvenciát, az S-mérő által mért S értéket, valamint rögzíti az átvitel megkezdésének időpontját.

Rövid, kötött felépítésű összeköttetéseket használó, digitális módú kommunikációs programok akár egy egész csatornán lebonyolított összeköttetéshalmazt is képesek naplózni:
```
20231122_230315  -6  0.2  198 ~ CQ 4X1UF KM72             ^

20231122_230315  -4  0.1 1379 ~ HB3YHA DJ0MAB JN49        ^

20231122_230315  -8  0.3 2600 ~ ON7GG IK1MNJ -15

20231122_230315  -7  0.6 2025 ~ CQ OH2DA KP31             ^

20231122_230315  -7  0.2 1095 ~ F5MYK OY9JD -01

20231122_230315  -4  0.1 1710 ~ 5P6MJ DO9BAU R-03

20231122_230330.076(0)  Transmitting 1.84 MHz  FT8:  OH2DA HG9FS KN08                     

20231122_230315 -19  1.3 1928 ~ R3AP DL1LSB JO61

20231122_230345  -9  0.2 2597 ~ ON7GG IK1MNJ RR73         ^

20231122_230345  -7  0.1 1378 ~ HB3YHA DJ0MAB JN49        ^

20231122_230345  -8  0.6 2024 ~ HG9FS OH2DA -05

20231122_230345  -7  0.1  197 ~ CQ 4X1UF KM72             ^

20231122_230345  -7  0.2 1094 ~ F5MYK OY9JD RR73          ^

20231122_230345  -6  0.1 1709 ~ 5P6MJ DO9BAU 73           ^

20231122_230345 -18  1.3 1928 ~ R3AP DL1LSB JO61          ^

20231122_230400.076(0)  Transmitting 1.84 MHz  FT8:  OH2DA HG9FS R-08                     

20231122_230415  -6  0.1  549 ~ CQ G8OO JO02

20231122_230415  -3  0.1 1379 ~ ON7GG DJ0MAB JN49

20231122_230415  -4  0.6 2025 ~ HG9FS OH2DA RR73

20231122_230415  -3  0.2 2600 ~ CQ IK1MNJ JN35

20231122_230415  -8  0.2 1095 ~ IK2OVT OY9JD R-11

20231122_230415  -8  0.2  197 ~ CQ 4X1UF KM72             ^

20231122_230415  -3  0.1 1710 ~ YT3PL DO9BAU +02

20231122_230415 -15  1.3 1928 ~ R3AP DL1LSB JO61          ^

20231122_230430.087(0)  Transmitting 1.84 MHz  FT8:  OH2DA HG9FS 73                       

20231122_230445  -5  0.6 2024 ~ CQ OH2DA KP31

20231122_230445  -5  0.2  198 ~ 5P6MJ 4X1UF +05

20231122_230445  -3  0.1 1378 ~ ON7GG DJ0MAB JN49         ^

20231122_230445  -4  0.1 1709 ~ YT3PL DO9BAU RR73         ^

20231122_230445  -4  0.2 1095 ~ IK2OVT OY9JD R-11         ^

20231122_230445  -8  0.3 2600 ~ CQ IK1MNJ JN35            ^

20231122_230445 -14  1.3 1927 ~ R3AP DL1LSB JO61          ^

20231122_230504.179(0)  Transmitting 1.84 MHz  FT8:  4X1UF HG9FS KN08

```

HG9FS állomás gépi log elemzése:
7. sor: HG9FS válaszol OH2DA általános hívására az 1840000 Hz-es alapsávi frekvencián.
Az általános hívás visszakereshető a 4. sorban, ebből levehetők a következő adatok:
- OH2DA állomás helye a KP31 -es QTH lokátor négyszögben van.
- 2025 Hz-es eltolási frekvenciával dolgozik, tehát az összeköttetés pontos frekvenciája 1842025 Hz. Az összeköttetés a 160m-es rádióamatőr sávon történt.

A 11. sorban OH2DA állomás HG9FS részére vételi jellemzést ad. Tehát itt épült fel az összeköttetés. Itt vehetők le a következő adatok:
- Az összeköttetés pontos ideje: 2023.11.22. 23:03:45 UTC
- HG9FS OH2DA jelét -8 dB jelszinttel veszi, ez az érték kerül továbbításra a 16. sorban.
- HG9FS adását OH2DA -5 dB jelszinttel vette.

A 19. és a 25. sorokban a nyugtázás és elköszönés.
A naplóban a következő adatsort lehet bejegyezni:
| UTC         | UTC      | Az ellenállomás | Az ellenállomás | Összeköttetés | Összeköttetés | Vételjellemzés | Vételjellemzés |
| Dátum       | Idő      | hívójele        | QTH-ja          | Frekvencia    | Mód           | Adott          | Kapott         |
| ----------- | -------- | --------------- | --------------- | ------------- | ------------- | -------------- | -------------- |
| 2023.11.22. | 23:03:45 | OH2DA           | KP31            | 1842025       | FT8           | -8             | -5             |

## Naplózás webes felületen

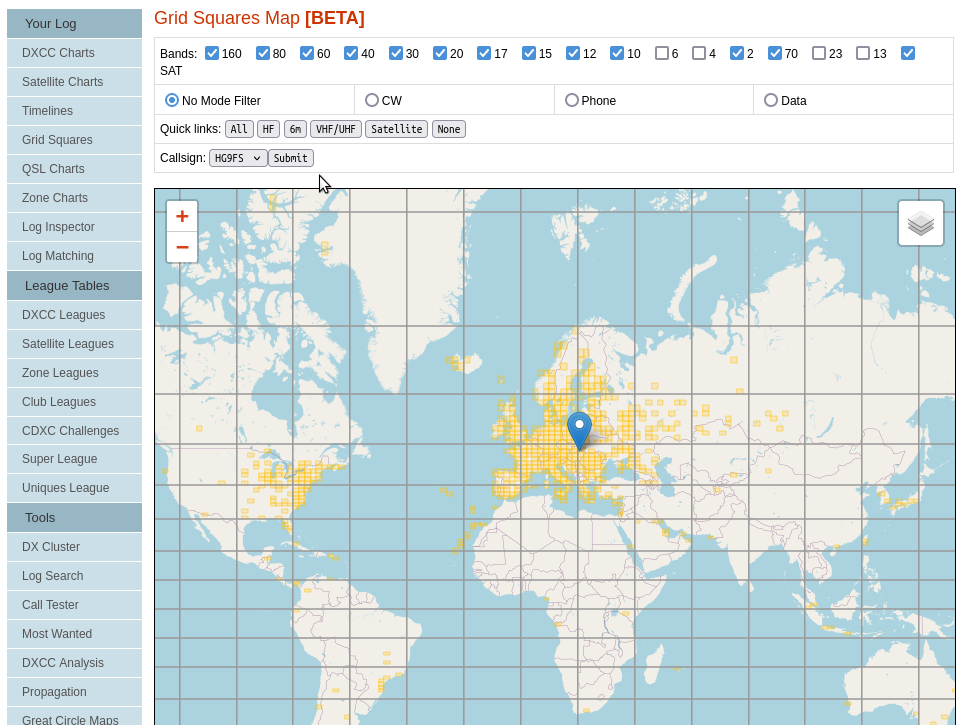
QSO-térkép feltöltött naplók alapján a clublo.org felületén

Webes felületen többféle olyan szolgáltatás is elérhető, ami lehetővé teszi a napló vezetését, naplók adattartalmának feltöltését. Az ilyen felületek lehetőségeihez tartozik, hogy az összeköttetést létesítő rádióamatőrök visszaigazolást adjanak egymásnak az összeköttetés tényéről, valamint információkat is megoszthatnak az eszközeikről, állomásuk felépítéséről.
Néhány ilyen webes szolgáltatás:
- https://www.qrz.com/
- https://www.qrzcq.com/
- https://clublog.org/loginform.php
- http://hardlog.net/